# Lucky You – Pokerowy blef
Lucky You − Pokerowy blef – amerykańsko-australijski dramat z 2007 roku.

## Obsada
- Eric Bana – Huck Cheever
- Horatio Sanz – Ready Eddie
- Drew Barrymore – Billie Offer
- Debra Messing – Suzanne Offer
- Delaine Yates – Ginger
- Mykel Shannon Jenkins – Gary
- Robert Duvall – L.C. Cheever
- Charles Martin Smith – Roy Durucher
- Robert Downey Jr. – Telephone Jack
- Saverio Guerra – Lester
- Danny Hoch – Bobby Basketball
- Kelvin Han Yee – Chico Banh
- Jean Smart – Michelle Carson
- Hans Howes – Big Buckle Iverson
- Olivia Tracey – Isabel, przyjaciółka L.C.
- Jennifer Harman – Shannon Kincaid
- Michael Shannon – Ray Zumbro
- Richard Assad – Karim Kasai
- Evan Jones – Jason Keyes
- John Hennigan – Ralph Kaczynski
- David Oppenheim – Josh Cohen
- Bill May – Frank Belando
- Ling Jo Eusebio – David Chen

## Fabuła
Las Vegas, miasto kasyn i hazardu. Odbywa się tam międzynarodowy turniej pokerowy „World Series of Poker 2003”. Wpisowe wynosi 10 tysięcy dolarów. Do miasta trafiają najlepsi gracze. Wśród nich jest Buck Cheever - młody, ale już doświadczony gracz, który chce pokonać swojego ojca, L.C. Cheevera - niepokonanego mistrza w tej grze. Żeby jednak mu się udało, Buck musi wprowadzić wiele zmian w dotychczasowym życiu w czym pomoże mu Billie Offer - młoda dziewczyna marząca o karierze piosenkarki.